# Starling Marte
Starling Javier Marté (né le 9 octobre 1988 à Saint-Domingue, République dominicaine) est un voltigeur des Mets de New York de la Ligue majeure de baseball.

## Carrière
Starling Marté commence sa carrière professionnelle en ligues mineures en 2007 avec un club-école des Pirates de Pittsburgh. En juillet 2011, il participe au match des étoiles du futur à Phoenix.
Marté fait ses débuts dans le baseball majeur avec les Pirates le 26 juillet 2012. Il frappe le premier lancer qu'il reçoit dans sa carrière pour réussir un coup de circuit aux dépens du lanceur Dallas Keuchel des Astros de Houston.
En 135 matchs joués en 2013, Marté maintient une moyenne au bâton de ,280 avec 12 circuits, 83 points marqués. Avec 41 buts volés, il est 3e dans la Ligue nationale, mais il est aussi retiré 15 fois en tentative de vol, un sommet cette année-là dans le baseball majeur.
En 2014, il dispute 135 matchs et élève sa moyenne au bâton à ,291. Sa moyenne de présence sur les buts, qui se chiffrait à ,343 la saison précédente, atteint ,356. Il réussit 144 coups sûrs, un de mieux que son meilleur total, frappe un circuit de plus qu'en 2013 pour un total de 13 et produit un sommet personnel de 56 points. Il marque 73 fois et réussit 30 vols de buts en 41 essais.
En 2015 et 2016, Marte remporte un Gant doré et un prix Fielding Bible pour son excellent jeu défensif. En 2016, il est pour la première fois invité au match des étoiles.
Le 18 avril 2017, Marte est suspendu 80 matchs pour dopage.